# Caloptilia scansoria
Caloptilia scansoria är en fjärilsart som först beskrevs av Edward Meyrick 1910.  Caloptilia scansoria ingår i släktet Caloptilia och familjen styltmalar. Inga underarter finns listade i Catalogue of Life.